# Diclis ovata
Diclis ovata är en flenörtsväxtart som beskrevs av George Bentham. Diclis ovata ingår i släktet Diclis och familjen flenörtsväxter. Inga underarter finns listade i Catalogue of Life.